# Comté de Lafayette (Arkansas)
Pour les articles homonymes, voir Lafayette, Comté de Lafayette et Comté de Fayette.
Le comté de Lafayette (en anglais : Lafayette County) est un comté de l'État de l'Arkansas aux États-Unis. Son siège est Lewisville. C'est un dry county.

## Démographie
Au recensement de 2010, il comptait 7 645 habitants. 

## Évolution démographique
| 1830 | 1840  | 1850  | 1860  | 1870  | 1880  | 1890  | 1900   |
| ---- | ----- | ----- | ----- | ----- | ----- | ----- | ------ |
| 748  | 2 200 | 5 220 | 8 464 | 9 139 | 5 730 | 7 700 | 10 594 |

| 1910   | 1920   | 1930   | 1940   | 1950   | 1960   | 1970   | 1980   |
| ------ | ------ | ------ | ------ | ------ | ------ | ------ | ------ |
| 13 741 | 15 522 | 16 934 | 16 851 | 13 203 | 11 030 | 10 018 | 10 213 |

| 1990  | 2000  | 2010  | - | - | - | - | - |
| ----- | ----- | ----- | - | - | - | - | - |
| 9 643 | 8 559 | 7 645 | - | - | - | - | - |